# 봉화산 (전북/경남)
봉화산(峰火山)은 높이 919.8m로 대한민국 전북특별자치도 남원시 아영면과 장수군 번암면, 경상남도 함양군 백전면에 걸쳐 있는 산이다.

## 위치
봉화산은 전북특별자치도 장수군 번암면 노단리와 동화리의 경계산령과 남원시 아영면의 최북단 접경 지역과 경상남도 함양군 백전면에 자리하고 있다. 현재에도 봉수대의 유적이 남아있어 오래된 봉수대라는 의미와 함께 역사적인 의미가 크다. 이 봉수대는 대체로 통일신라이후부터 폐지된 것으로 보이며 백제와 신라의 국경 분쟁이 잦았던 운봉과 아영면 부근에 있던 것으로 추정된다.
현재 주소는 전북 장수군 번암면 노단리로 되어 있다. 북쪽으로 작은 싸리재로 분리되는 곳에서 아래의 봉우리에 있는 산이다. 즉, 북쪽은 싸리재와 경계를 이루어 장수읍과 인접해 있다.

## 지명 유래
봉화산이라는 산 이름은 이곳에 봉화대가 설치돼 있어 붙여진 이름이다. 옛날에는 장안산과 함께 혼동하여 장수군 장안산으로 불리다가 봉화, 봉수대를 발견하고 봉화산으로 불리는 것으로 여겨진다. 북쪽으로 월경산, 백운산의 연봉이 남쪽으로 매봉, 그리고 모산의 연봉이 이어진다. 봄철에는 붉게 핀 철쭉 군락이 있으며, 가을에는 억새가 유명하다. 이 외에도 야생화와 산나물이 많이 자생하고 있다.

## 행사
봉화산에는 매년 철쭉제가 열린다. 4월 하순에서 5월 중순에 열리고 부대 행사로는 산신제, 백일장, 보물찾기 등을 하는데, 관광객들은 남쪽 성리에 있는 흥부마을 등을 찾아 가기도 한다. 특히 봉화대를 기점으로 남쪽 치재와 꼬부랑재 근처까지 높이가 2m 이상의 산철쭉 터널을 이뤄 철쭉 바다를 보는 듯한 느낌을 갖는다. 전북 남원시 아영면 성리에는 봉화산 주차장이 설치되어 있다.

## 같이 보기
- 장안산
- 법화산 (전북)
- 한국의 산